# Puchar Zdobywców Pucharów (1973/1974)
XIV Puchar Europy Zdobywców Pucharów 1973/1974

(ang. European Cup Winners’ Cup)

## 1/16 finału
| Legia Warszawa – PAOK FC 1:1 i 0:1 1 19.09 1973 0:1 Terzanidis 47, 1:1 Pieszko 56 2 03.10 1973 0:1 Paridis 77 |
| RSC Anderlecht – FC Zürich 3:2 i 0:1 1 19.09 1973 0:1 Stierli 21, 0:2 Katie 29, 1:2 Rensenbrink 46, 2:2 Rensenbrink 49, 3:2 Rensenbrink 52 2 03.10 1973 0:1 Rutschmann 27 |
| Íþróttabandalag Vestmannaeyja – Borussia Mönchengladbach 0:7 i 1:9 1 20.09 1973 0:1 Heynckes 8, 0:2 Sigurgeirsson 37s, 0:3 Kulik 39, 0:4 Kulik 48, 0:5 Heynckes 56, 0:6 Finnbogasson 62s, 0:7 Heynckes 75 (mecz w Reykjaviku) 2 03.10 1973 Wimmer 3, 56, Valtysson 23 s, Simonsen 28, 33, 68, Koppel 34, 39, Rupp 81 – ? |
| Vasas SC – Sunderland 0:2 i 0:1 1 19.09 1973 0:1 Hughes 68, 0:2 Tueart 88 2 03.10 1973 0:1 Tueart 55k |
| MKE Ankaragücü – Rangers 0:2 i 0:4 1 19.09 1973 0:1 Conn 11, 0:2 McLean 50 2 03.10 1973 0:1 Greig 9, 0:2 O’Hara 78, 0:3 Greig 80, 0:4 Johnstone 89 |
| A.C. Milan – Dinamo Zagrzeb 3:1 i 1:0 1 19.09 1973 1:0 Bigon 10, 2:0 Chiarugi 16, 3:0 Bigon 53, 3:1 Lalić 70 2 03.10 1973 1:0 Chiarugi 7 |
| Torpedo Moskwa – Athletic Bilbao 0:0 i 0:2 1 19.09 1973 2 03.10 1973 0:1 Astrain 30, 0:2 Lasa 49 |
| Gżira United – SK Brann 0:2 i 0:7 1 19.09 1973 0:1 Blindheim 23, 0:2 Blindheim 89k 2 03.10 1973 0:1 Hauge 4, 0:2 Osland 47, 0:3 Blindheim 57, 0:4 Espeseth 50, 0:5 Oyasäter 75, 0:6 Espeseth 84, 0:7 Larsen 89 |
| NAC Breda – 1. FC Magdeburg 0:0 i 0:2 1 19.09 1973 (mecz w Rotterdamie) 2 03.10 1973 0:1 Tyli 59, 0:2 Hoffmann 62 |
| Randers Freja – Rapid Wiedeń 0:0 i 1:2 1 19.09 1973 2 03.10 1973 0:1 Krankl 14, 0:2 Lorenz 57, 1:2 Lykke 60 |
| Chimia Râmnicu Vâlcea – Glentoran F.C. 2:2 i 0:2 1 19.09 1973 1:0 Gojgaru 10, 2:0 Gojgaru 22, 2:1 McCreary 28, 2:2 Jamison 75 2 03.10 1973 0:1 Jamison 19, 0:2 Craig 86 |
| Pezoporikos Larnaka – Malmö FF 0:0 i 0:11 1 19.09 1973 2 03.10 1973 0:1 Cervin 9, 0:2 Kristensson 10, 0:3 Olsberg 13, 0:4 Cervin 15, 0:5 Cervin 33, 0:6 C.Andersson 35, 0:7 Bo Larsson 50, 0:8 Tapper 61, 0:9 Tapper 74, 0:10 Tapper 76, 0:11 Cervin 89                                                                  |
| Beroe Stara Zagora – Fola Esch 7:0 i 4:1 1 19.09 1973 1:0 Bonczew 1, 2:0 Stojanow 24, 3:0 Bonczew 26, 4:0 Petkow 43, 5:0 Petkow 50, 6:0 Bonczew 68, 7:0 Bonczew 80 2 22.09 1973 1:0 Petkow 10, 2:0 Bełczew 50, 3:0 Todorow 60, 4:0 Kirow 68, 4:1 Melde 89 (mecz w Starej Zagorze)                                        |
| Baník Ostrawa – Cork Hibernians 1:0 i 2:1 1 19.09 1973 1:0 Albrecht 25 2 03.10 1973 1:0 Tondra 23, 1:1 Humphreys 67, 2:1 Klement 68 |
| Lahden Reipas – Olympique Lyon 0:0 i 0:2 1 19.09 1973 2 03.10 1973 0:1 Di Nallo 30, 0:2 Di Nallo 67 |
| Cardiff City – Sporting CP 0:0 i 1:2 1 19.09 1973 2 03.10 1973 0:1 Yazalde 23, 1:1 Villars 39, 1:2 Fraguito 50 |

## 1/8 finału
| Olympique Lyon – PAOK FC 3:3 i 0:4 1 24.10 1973 1:0 Lacombe 10, 1:1 Aslanidis 45, 1:2 Terzanidis 55, 2:2 DiNallo 56, 3:2 Ravier 67, 3:3 Sarafis 81 2 07.11 1973 0:1 Paridis 25, 0:2 Aslanidis 38, 0:3 Paridis 61, 0:4 Terzanidis 83 |
| Borussia Mönchengladbach – Rangers 3:0 i 2:3 1 24.10 1973 1:0 Heynckes 21, 2:0 Heynckes 64, 3:0 Rupp 87 2 07.11 1973 0:1 Conn 11, 1:1 Jensen 27, 1:2 Jackson 32, 1:3 MacDonald 61, 2:3 Jensen 71                                    |
| SK Brann – Glentoran F.C. 1:1 i 1:3 1 24.10 1973 1:0 Jensen 10, 1:1 Feeney 79 2 07.11 1973 0:1 Feeney 7, 0:2 Jamison 14, 1:2 Osland 50, 1:3 Jamison 67                                                                              |
| Baník Ostrawa – 1. FC Magdeburg 2:0 i 0:3 (dog) 1 24.10 1973 1:0 Albrecht 16, 2:0 Klement 68 2 07.11 1973 0:1 Abraham 30, 0:2 Hoffmann 84, 0:3 Sparwasser 104                                                                       |
| FC Zürich – Malmö FF 0:0 i 1:1 1 23.10 1973 2 04.11 1973 0:1 C.Malmberg 8, 1:1 Katić 67 |
| Beroe Stara Zagora – Athletic Bilbao 3:0 i 0:1 1 24.10 1973 1:0 Dimitrow 26, 2:0 Żelew 56, 3:0 Bonczew 80 2 07.11 1973 0:1 Lasa 30                                                                                                  |
| Sunderland – Sporting CP 2:1 i 0:2 1 24.10 1973 1:0 Kerr 32, 2:0 Horswill 64, 2:1 Yazalde 85 2 07.11 1973 0:1 Yazalde 28, 0:2 Fraguito 69                                                                                           |
| A.C. Milan – Rapid Wiedeń 0:0 i 2:0 1 24.10 1973 2 07.11 1973 1:0 Bigon 26, 2:0 Bigon 41 |

## 1/4 finału
| 1. FC Magdeburg – Beroe Stara Zagora 2:0 i 1:1 1 06.03 1974 1:0 Hermann 70, 2:0 Mewes 73 2 20.03 1974 0:1 Wucow 72k, 1:1 Hermann 81                                                      |
| Glentoran F.C. – Borussia Mönchengladbach 0:2 i 0:5 1 05.03 1974 0:1 Heynckes 8, 0:2 Koppel 70 2 20.03 1974 0:1 Wimmer 20, 0:2 Heynckes 22, 0:3 Koppel 57, 0:4 Vogts 60, 0:5 Heynckes 63 |
| Sporting CP – FC Zürich 3:0 i 1:1 1 06.03 1974 1:0 Nelson 55, 2:0 Mateus Marinho 57, 3:0 Yazalde 80k 2 20.03 1974 0:1 Botteron 7, 1:1 Baltasar 18                                        |
| A.C. Milan – PAOK FC 3:0 i 2:2 1 13.03 1974 1:0 Bigon 13, 2:0 Benetti 38, 3:0 Chiarugi 86 2 20.03 1974 0:1 Sarafis 29, 1:1 Bigon 54, 1:2 Sarafis 72, 2:2 Tresoldi 78                     |

## 1/2 finału
| A.C. Milan – Borussia Mönchengladbach 2:0 i 0:1 1 10.04 1974 1:0 Bigon 18, 2:0 Chiarugi 52 2 24.04 1974 0:1 Sabadini 28s                                      |
| Sporting CP – 1. FC Magdeburg 1:1 i 1:2 1 10.04 1974 0:1 Sparwasser 62, 1:1 Manaca 76 2 24.04 1974 0:1 Pommerenke 9, 0:2 Sparwasser 70, 1:2 Mateus Marinho 78 |

## Finał
| 8 maja 1974 Rotterdam De Kuip (4641) 1. FC Magdeburg – A.C. Milan 2:0 (1:0) Sędzia: Arie van Gemert (Holandia) Bramki: 1:0 Enrico Lanzi 42 (sam.), 2:0 Wolfgang Seguin 74 1.Fussballclub Magdeburg (trener Heinz Krügel): Ulrich Schulze – Manfred Zapf, Detlef Enge, Wolfgang Abraham – Wolfgang Seguin, Jürgen Pommerenke, Helmut Gaube, Axel Tyll – Detlef Raugust, Jürgen Sparwasser, Martin Hoffmann Associazione Calcio Milan (trener Nereo Rocco): Pierluigi Pizzaballa – Karl-Heinz Schnellinger, Angelo Anquilletti, Enrico Lanzi, Giuseppe Sabadini – Mario Bergamaschi (60 Alessandro Turini), Romeo Benetti, Gianni Rivera, Aldo Maldera – Alberto Bigon, Carlo Tresoldi |